# Il marito disperato
Il marito disperato és una òpera en dos actes composta per Domenico Cimarosa sobre un llibret italià de Giovanni Battista Lorenzi. S'estrenà al Teatro dei Fiorentini de Nàpols el 1785.	
El 1794 es representà a Berlín com Die bestrafte Eifersucht i el 1795 una altra vegada al Teatro dei Fiorentini de Nàpols com L'amante disperato.
Amb un brillant llibret de Lorenzi i el protagonista no és un groller gelós com a Giannina e Bernardone sinó un burgès turmentat pels dubtes.